# Sam Morse (Skirennläufer)
Samuel „Sam“ Morse (* 27. Mai 1996 in Chesterville, Maine) ist ein US-amerikanischer Skirennläufer. Er ist auf die schnellen Disziplinen Abfahrt und Super-G spezialisiert. 2017 wurde er Juniorenweltmeister in der Abfahrt.

## Biografie

### Jugend und Nor-Am Cup
Sam Morse, Spitzname „Moose“, begann im Alter von 23 Monaten in seinem Heimatort Sugarloaf mit dem Skifahren. Inspiriert von seinem älteren Bruder, besuchte er im Hinblick auf eine olympische Laufbahn die Carrabassett Valley Academy, zu deren Absolventen auch Bode Miller gehört. Neben Miller zählt er Hermann Maier und Steven Nyman zu seinen Vorbildern.
Zeitweise bester US-Abfahrer seiner Altersklasse, bestritt Morse im Alter von 15 Jahren an der Ostküste seine ersten FIS-Rennen. Die ersten beiden Siege gelangen ihm Anfang Februar 2013 auf seiner Heimstrecke in Sugarloaf. Während seines ersten Winters im Nor-Am Cup nahm er an den Juniorenweltmeisterschaften in Jasná teil und belegte die Ränge 17, 38 und 72 in Abfahrt, Slalom und Riesenslalom. In der folgenden Nor-Am-Saison klassierte er sich mehrmals unter den besten zehn und konnte in Hafjell auch seine JWM-Ergebnisse des Vorjahres übertreffen. Dies gelang ihm ein Jahr später mit Abfahrtsrang vier in Rosa Chutor noch einmal. Im Februar 2017 schaffte er mit zwei zweiten Rängen in den beiden Abfahrten von Copper Mountain seine ersten Podestplätze im Nor-Am Cup. Einen Monat danach gewann er in Åre die Goldmedaille in seiner Paradedisziplin Abfahrt, in der Kombination fiel er nach Super-G-Zwischenführung auf den sechsten Gesamtrang zurück. In den folgenden Jahren fuhr Morse im Nor-Am Cup in drei Disziplinen regelmäßig auf das Podest, zweimal gelang ihm das auch im Europacup. Seinen ersten Nor-Am-Sieg konnte er am 7. Dezember 2022 in der Abfahrt von Copper Mountain feiern und sich als Dritter der Disziplinenwertung zum zweiten Mal nach 2019/20 einen fixen Weltcup-Startplatz sichern.

### Weltcup
Am 15. März 2017 gab Sam Morse in Aspen als amtierender Abfahrts-Juniorenweltmeister sein Weltcup-Debüt. Nach zahlreichen weiteren Starts in den Disziplinen Abfahrt, Super-G und Kombination fuhr er im Dezember 2020 mit Rang 29 auf der Saslong erstmals in die Punkteränge. Zwei Jahre später erreichte er auf derselben Strecke mit den Plätzen zehn und 15 seine bis dahin besten Weltcup-Ergebnisse. In der Saison 2023/24 schaffte er mehrere Platzierungen in den Punkterängen, darunter Rang 17 bei der Hahnenkammabfahrt in Kitzbühel.
Morse studiert Maschinenbau am Dartmouth College in Hanover, New Hampshire.

## Erfolge

### Weltmeisterschaften
- Saalbach-Hinterglemm 2025: 36. Abfahrt

### Weltcup
- 2 Platzierungen unter den besten zehn

### Weltcupwertungen
| Saison  | Gesamt | Gesamt | Abfahrt | Abfahrt | Super-G | Super-G |
| Saison  | Platz  | Punkte | Platz   | Punkte  | Platz   | Punkte  |
| ------- | ------ | ------ | ------- | ------- | ------- | ------- |
| 2020/21 | 150.   | 2      | 55.     | 2       | –       | –       |
| 2022/23 | 89.    | 60     | 33.     | 60      | –       | –       |
| 2023/24 | 71.    | 91     | 31.     | 49      | 31.     | 32      |

### Nor-Am Cup
- Saison 2014/15: 7. Kombinationswertung, 8. Abfahrtswertung
- Saison 2016/17: 4. Abfahrtswertung
- Saison 2017/18: 6. Gesamtwertung, 1. Kombinationswertung, 6. Abfahrtswertung, 7. Super-G-Wertung
- Saison 2019/20: 3. Abfahrtswertung
- Saison 2021/22: 10. Abfahrtswertung
- Saison 2022/23: 10. Gesamtwertung, 3. Abfahrtswertung
- 11 Podestplätze, davon 1 Sieg:

| Datum            | Ort             | Land | Disziplin |
| ---------------- | --------------- | ---- | --------- |
| 7. Dezember 2022 | Copper Mountain | USA  | Abfahrt   |

### Juniorenweltmeisterschaften
- Jasná 2014: 17. Abfahrt, 38. Slalom, 72. Riesenslalom
- Hafjell 2015: 12. Abfahrt, 18. Kombination, 20. Super-G, 48. Riesenslalom
- Sotschi 2016: 4. Abfahrt, 13. Kombination
- Åre 2017: 1. Abfahrt, 5. Super-G, 6. Kombination

### Weitere Erfolge
- 2 Bronzemedaillen bei US-amerikanischen Meisterschaften (Abfahrt und Super-G 2021)
- 2 Podestplätze im Europacup
- 13 Siege in FIS-Rennen